# ながともともみ
ながとも ともみ（ながとも ともみ、1990年9月24日 - ）は、福岡県糸島市出身の女優。

## 人物
福岡県出身。18歳で福岡から単身で上京。2010年にワタナベエンターテイメントカレッジ卒業。タレント、レポーター経験を経て現在は株式会社エコーズに所属。

## 出演

### 舞台
- ライン（アリスインプロジェクト）
- ザ・ボイスアクター（東京、大阪公演）
- オレンジ新撰組
- ライフイズナンバーズ（以上、劇団6番シード）
- 新宿アタッカーズ
- ガールズトークアパート2010ver（以上、UDA☆MAP）
- もう一回、抱きしめて
- ふりだし（以上、劇団時間制作）

### テレビ
- めざましテレビ（フジテレビ） - めざましプレゼントコーナー
- 情報プレゼンター とくダネ!（フジテレビ） - 旬感ランクイーン
- 小町テレビ（日本テレビ） - リポーター
- 第59回茂原七夕祭り（千葉テレビ） - リポーター
- 2013年 勝浦大漁祭り（千葉テレビ） - リポーター
- 世界最強の勇者達3（日本テレビ） - アシスタント
- ムズムズエイティーン その15（NHK） - 声の出演
- 世にも奇妙な物語
'17秋の特別編 「運命探知機」（2017年10月14日、フジテレビ） - 美女B 役
- 「海月姫」第6話（フジテレビ）

### CM
- soy-joy  WEB-CM
- SCジョンソン グレードアロマキャンドル WEB-CM
- smile.Glico「71.8秒のLIFE/71.8 SECOND LIFE」
- テレビ朝日　W杯予アジア最終選突破　TV-CF

### ラジオ
- お台場レインボーステーション - メインパーソナリティー
- 大好き！seaside